# Lakota (Dakota del Nord)
Lakota és una població dels Estats Units a l'estat de Dakota del Nord. Segons el cens del 2000 tenia 781 habitants.

## Demografia
Segons el cens del 2000, Lakota tenia 781 habitants, 345 habitatges, i 212 famílies. La densitat de població era de 295,6 hab./km².
Dels 345 habitatges en un 25,8% hi vivien nens de menys de 18 anys, en un 51,6% hi vivien parelles casades, en un 7,2% dones solteres, i en un 38,3% no eren unitats familiars. En el 36,5% dels habitatges hi vivien persones soles el 24,1% de les quals corresponia a persones de 65 anys o més que vivien soles. El nombre mitjà de persones vivint en cada habitatge era de 2,1 i el nombre mitjà de persones que vivien en cada família era de 2,74.
Per edats la població es repartia de la següent manera: un 20,7% tenia menys de 18 anys, un 3,1% entre 18 i 24, un 19,3% entre 25 i 44, un 27% de 45 a 60 i un 29,8% 65 anys o més.
L'edat mediana era de 49 anys. Per cada 100 dones de 18 o més anys hi havia 76,4 homes.
La renda mediana per habitatge era de 26.940 $ i la renda mediana per família de 37.292 $. Els homes tenien una renda mediana de 29.375 $ mentre que les dones 16.250 $. La renda per capita de la població era de 15.819 $. Entorn del 7,7% de les famílies i el 10,2% de la població estaven per davall del llindar de pobresa.

## Poblacions més properes
El següent diagrama mostra les poblacions més properes.